# Грмеј
Грмеј је мало ненасељено острво у хрватском делу Јадранског мора у Шолтанском каналу.
Налази на западно од острва Шолте, на средини пута између острва Стипанска и Балкун. Површина острва износи 0,039 км². Дужина обалске линије је 0,72 км.. 